# إيلين بري بورنس
إيلين بري بورنس (بالإنجليزية: Ellen Bree Burns) هي محامية وقاضية أمريكية، ولدت في 13 ديسمبر 1923 في نيو هيفن في الولايات المتحدة.